# Rainer Brinkmann (Politiker)
Rainer Brinkmann (* 9. Januar 1958 in Kalletal-Varenholz) ist ein deutscher Politiker (SPD). Er gehörte in der vierzehnten Legislaturperiode dem Deutschen Bundestag an.

## Leben
Brinkmann schloss im Jahr 1988 die Fachhochschule Bielefeld als Diplomsozialarbeiter ab. Anschließend war er bis 1998 Geschäftsführer der SPD Lippe, der er im Jahr 1976 beigetreten ist. Von 1980 bis 1986 war er Kreisvorsitzender der Jungsozialisten, seit 1984 zudem noch SPD-Ortsvereinsvorsitzender. Im Jahr 1989 wurde er Mitglied des Kreistages des Kreises Lippe; als er diesen 1994 verließ, wurde er Mitglied des Rates der Stadt Detmold. In der vierzehnten Legislaturperiode von 1998 bis 2002 war er Abgeordneter des Bundestages. Rainer Brinkmann arbeitet seit 2003 als Geschäftsführer der SPD in Detmold, Bielefeld und Höxter. Er ist seit 2004 auch wieder Mitglied im Rat der Stadt Detmold; zudem ist er Aufsichtsratsvorsitzender der Stadtwerke Detmold und Vorsitzender des Beirates von Energie-Impuls-OWL.